# Satyrus püngeleri
Satyrus püngeleri är en fjärilsart som beskrevs av Bang-haas 1910. Satyrus püngeleri ingår i släktet Satyrus och familjen praktfjärilar. Inga underarter finns listade.